# نگالس
نگالس (به اسپانیایی: Nogales, Badajoz) یک شهرستان در اسپانیا است که در استان باداخس واقع شده‌است.